# ゴーゴージャグラー3
『ゴーゴージャグラー3』は、2023年7月3日より稼動を開始した、北電子が発売した6号機のパチスロ機。保安通信協会（保通協）における型式名称は「Sゴーゴージャグラー3KA」。
1枚から3枚掛けでプレーが可能（どの枚数でも5ラインが有効）・ただしボーナス時は強制的に2枚掛けプレーとなる。ボーナスの獲得枚数はビッグが約240枚、レギュラーが約96枚。1000円あたりのゲーム数は約40ゲームほどで、これまでの5号機と変わらないゲーム性を実現している。チェリー同時ボーナス抽選があるため、順押しで左リールにチェリーが出現・中リールでチェリーが否定されるとボーナス確定が濃厚となる。
GOGO!ランプは豆電球を模した発行体が光る(後述)。筐体上部に「JUGGLER」ランプが搭載されている。なお告知音は非搭載・ランプは後告知のみ。

## ボーナス確率
BIGは7絵柄揃い、REGは7・7・BARの1種類ずつ。BAR絵柄揃いは、本機ではリール制御により揃わない出目となっている。6号機ジャグラーに共通するデザインだが、揃えやすさをアシストする意味で7絵柄は透過デザインになっている。
表の数値は、全てメーカー発表値。
| 設定 | BIG確率 | REG確率 | 合成確率 | 機械割 |
| ---- | ------- | ------- | -------- | ------ |
| 1    | 1/259.0 | 1/354.2 | 1/149.6  | 97.2%  |
| 2    | 1/258.0 | 1/332.7 | 1/145.3  | 98.2%  |
| 3    | 1/257.0 | 1/306.2 | 1/139.7  | 99.4%  |
| 4    | 1/254.0 | 1/268.6 | 1/130.5  | 101.6% |
| 5    | 1/247.3 | 1/247.3 | 1/123.7  | 103.8% |
| 6    | 1/234.9 | 1/234.9 | 1/117.4  | 106.5% |

### プレミア演出・音楽（6号機）
本機ではランプは後告知のみ・告知音は無いが、多彩なプレミアパターンが装備されている。
- 違和感演出（アクション系）
  - スローストップ - 第一停止時にリールがゆっくり停止する
  - リール始動スロー回転 - レバーONの後にリールがゆっくり回り始める
  - 第一停止音ダブり - 第一停止時に停止音が2回発生する
  - 3秒フリーズ - 第三ボタンを離してから3秒間、動作が停止する（メダル投入やレバー操作などを受け付けない）
  - スタート無音 - レバーONの後の、リールが回り始める際の効果音がしない
- 告知ランプ演出
  - ゆらめき点灯 - 告知ランプが点灯後、明るさがゆらゆらと変化する
  - 即点灯 - ランプが点灯する際に、即・明るくなる
  - もわもわ点灯 - 逆にランプが点灯する際に、少しずつ明るくなる
  - きらめき点灯 - ランプが点灯した際、一瞬だけ120％の明るさになる
- 告知キャラプレミアム - 第三リール停止時（ボタンを押し続ける・いわゆるネジり、離すのいずれでも）・ボーナス当選後の最初のボーナス絵柄テンパイ時に、左上にドット「ツノっち」が出現

- 前回のボーナスゲームから特定のゲーム数でビッグボーナスに当選すると、BGMが変化する。
  - 前回ビッグボーナス終了後、1ゲーム目でビッグボーナス当選 - 軍艦マーチ・女性アナウンスバージョン
  - 前回レギュラーボーナス終了後、1ゲーム目でビッグボーナスに当選 - 軍艦マーチ・男性アナウンスバージョン
  - 前回ボーナス終了後、ゾロ目のゲーム数で100ゲーム以内にビッグボーナスに当選 -  コロブチカ・クラリネットをこわしちゃった・魔王のいずれか